# Liste der Gerichte der ehemaligen deutschen Kolonien

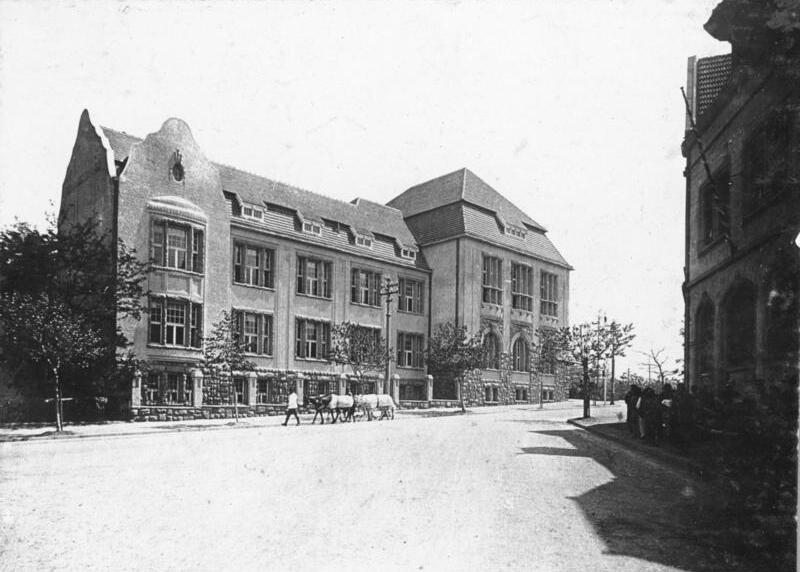
Gerichtsgebäude in Tsingtau

Diese Liste nennt die Gerichte der ehemaligen deutschen Kolonien. Für die Gerichtsorganisation im deutschen Kolonialreich siehe Gerichtsorganisation der ehemaligen deutschen Kolonien.

## Liste der ordentlichen Gerichte für Weiße

### Obergerichte
- Obergericht Jaluit für die Marshallinseln
- Obergericht Buea für Togo und Kamerun
- Obergericht Kiautschou in Kiautschou
- Obergericht Daressalam in Deutsch-Ostafrika
- Obergericht Windhuk in Deutsch-Südwestafrika
- Obergericht Rabaul (bis 1910 Obergericht Herbertshöhe in Deutsch-Neuguinea)
- Obergericht Samoa in Samoa

### Bezirksgerichte
Bezirksgerichte waren in den Schutzgebieten unter Zuziehung von Beisitzern erkennende Gerichte erster Instanz. Das Bezirksgericht bestand aus dem Bezirksrichter als Vorsitzendem und zwei Beisitzern – in Strafsachen vier Beisitzern. Es war zuständig für die durch das Gerichtsverfassungsgesetz und die Prozessordnungen (Zivil- und Strafprozeßordnung) den Schwurgerichten und den Landgerichten in erster Instanz zugewiesenen Sachen sowie für die Verhandlung und Entscheidung über das Rechtsmittel der Beschwerde gegen die Entscheidungen des Bezirksrichters in Strafsachen.
- Bezirksgericht Daressalam in Deutsch-Ostafrika (für die Bezirke Bagamojo, Daressalam, Kilwa, Langenburg, Lindi, Morogoro, Rufiji, Ssongea sowie die Militärstationen Iringa und Mahenge)[5]
- Bezirksgericht Tanga in Deutsch-Ostafrika (für die Bezirke Tanga, Wilhelmstal und Pangani)[5]
- Bezirksgericht Muansa in Deutsch-Ostafrika (für den Bezirk Muansa sowie die Residenturen Bukoba und Ruanda)[5]
- Bezirksgericht Tabora in Deutsch-Ostafrika (für die Bezirke Dodoma, Tabora, Udjidji, Bismarckburg und die Residentur Urundi)[5]
- Bezirksgericht Moschi in Deutsch-Ostafrika (für die Bezirke Moschi, Aruscha und Kondoa-Irangi)[5]
- Bezirksgericht Duala in Kamerun
- Bezirksgericht Kribi in Kamerun
- Bezirksgericht Lomie in Kamerun
- Bezirksgericht Lome in Togo
- Bezirksgericht Windhuk in Deutsch-Südwestafrika
- Bezirksgericht Swakopmund in Deutsch-Südwestafrika
- Bezirksgericht Keetmanshoop in Deutsch-Südwestafrika
- Bezirksgericht Omaruru in Deutsch-Südwestafrika
- Bezirksgericht Lüderitzbucht in Deutsch-Südwestafrika
- Bezirksgericht Rabaul in Deutsch-Neuguinea (Bismarckarchipel)
- Bezirksgericht Friedrich-Wilhelmshafen in Deutsch-Neuguinea (Kaiser-Wilhelmsland)
- Bezirksgericht Ponape in Deutsch-Neuguinea (Ostkarolinen und Marshallinseln)
- Bezirksgericht Jap in Deutsch-Neuguinea (Westkarolinen, Palauinseln und Marianen)
- Bezirksgericht Apia in Samoa[6]

## Disziplinargerichte

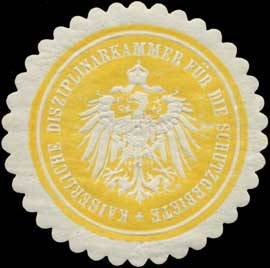
Siegelmarke K. Disziplinarkammer für die Schutzgebiete

Als Disziplinargerichte für die Schutzgebiete wirkte in erster Instanz die Disziplinarkammer für die Schutzgebiete mit Sitz in Potsdam und in zweiter Instanz der Disziplinarhof für die Schutzgebiete mit Sitz in Berlin. Die Disziplinarkammer bestand aus sieben, der Disziplinarhof aus elf Mitgliedern.

## Eingeborenengerichte
Für die Eingeborenen bestanden lokal sehr unterschiedliche Formen von Eingeborenengerichten.